# Sturefors
Sturefors är en tätort i Linköpings kommun, Östergötlands län och kyrkby i Vists socken. Samhället ligger en dryg mil sydost om Linköping. 

## Historia
Sturefors hette ännu på 1940-talet Husby, men har senare fått namnet Sturefors efter Sturefors slott och järnvägsstationen Sturefors station.
Sturefors, som ligger i Stångåns dalgång, har vuxit upp vid järnvägslinjerna Linköping-Åtvidaberg-Västervik och Linköping-Kisa-Vimmerby-Kalmar (numera Stångådalsbanan).

### Befolkningsutveckling
| Befolkningsutvecklingen i Sturefors 1960–2020   | Befolkningsutvecklingen i Sturefors 1960–2020 | Befolkningsutvecklingen i Sturefors 1960–2020 | Befolkningsutvecklingen i Sturefors 1960–2020 | Befolkningsutvecklingen i Sturefors 1960–2020 |
| ----------------------------------------------- | --------------------------------------------- | --------------------------------------------- | --------------------------------------------- | --------------------------------------------- |
|                                                 |                                               |                                               |                                               |                                               |
| År                                              |                                               |                                               | Folkmängd                                     | Areal (ha)                                    |
| 1960                                            | 1960                                          |                                               | 291                                           |                                               |
| 1965                                            | 1965                                          |                                               | 419                                           |                                               |
| 1970                                            | 1970                                          |                                               | 640                                           |                                               |
| 1975                                            | 1975                                          |                                               | 865                                           |                                               |
| 1980                                            | 1980                                          |                                               | 1 502                                         |                                               |
| 1990                                            | 1990                                          |                                               | 2 381                                         | 99                                            |
| 1995                                            | 1995                                          |                                               | 2 291                                         | 102                                           |
| 2000                                            | 2000                                          |                                               | 2 241                                         | 102                                           |
| 2005                                            | 2005                                          |                                               | 2 228                                         | 102                                           |
| 2010                                            | 2010                                          |                                               | 2 229                                         | 105                                           |
| 2015                                            | 2015                                          |                                               | 2 228                                         | 147                                           |
| 2020                                            | 2020                                          |                                               | 3 291                                         | 180                                           |
| Anm.: Namnändring 1970 från Vist till Sturefors |                                               |                                               |                                               |                                               |

Många nya bostäder har de senaste åren byggts i Sturefors. År 2019 uppgick folkmängden till 3053.

## Samhället
Vist skola bedriver undervisning F-åk 6 och Norrbergaskolan F-åk 2. Vists kyrka är förhållandevis nybyggd, då den gamla kyrkan brann på 1960-talet. Många människor kommer till Sturefors under sommaren för att bada i Stångån eller i sjön Ärlången. 
Ett par kilometer öster om samhället ligger Sturefors slott som innehas av släkten Bielke. Här går även turistbåten M/S Kind förbi på Kinda kanal. Ett antal slussar kan besökas i anslutning till slottet. Kring slottet ligger Sturefors naturreservat, som är ett naturskönt område med ekhagmarker. Här fanns Sveriges sista exemplar av den nu försvunna mellanspetten. Fortfarande finns här en mycket artrik flora och fauna som är beroende av de gamla träden. Lunglav, mulmknäppare och gammelekklokrypare är exempel på arter som här förekommer i relativt stora antal men som annars är mycket sällsynta.
Det finns en pizzeria, en livsmedelsaffär och en frisersalong i Sturefors.

## Näringsliv
De flesta invånare pendlar till Linköping där de stora arbetsplatserna är SAAB och universitetssjukhuset.
Stadsbuss 10 och landsbygdsbuss 566, mellan Brokind och Linköping,trafikerar Sturefors.

## Idrott och rekreation
Sturefors IF (SIF) är en fotbollsklubb. Den grundades 1932 som Sturefors Bollklubb, vilket sedermera blev Sturefors IF 1934. Klubbens färger är rött och vitt. Hemmaplanen heter Sturefors IP. Herrlaget spelar för närvarande (2020) i division 4. Dessutom har klubben damlag samt ungdomslag för flickor och pojkar i alla åldrar. 
Det finns en gymnastikhall vid skolan och en fullstor idrottshall är under uppbyggnad (2020). Ett populärt bad finns i anslutning till idrottsplatsen plus ett elljusspår inne i samhället. Det finns även tennisplaner, en skridsko-/aktivitetsrink och en fritidsgård.

## Personer från orten
Celebriteter uppvuxna eller födda i Sturefors, bland dem som känns igen mest kan nämnas:
Magnus Johansson (Linköping HC), 
Henrik Gustavsson (Åtvidabergs FF). 
Johnny Ludvigsson Barndiabetesforskare.
Petter Barrling (Sportkommentator).